# Jaume Juncosa Obiol
|  | Aquest article tracta sobre el fill del fundador dels Tallers Juncosa. Si cerqueu informació sobre el seu pare, vegeu «Jaume Juncosa Oliva». |

Jaume Juncosa Obiol   (Barcelona, 1941), conegut com a Runner, és un antic mecànic i pilot d'automobilisme català. Fill del propietari dels Talleres Juncosa, Jaume Juncosa, debutà el 1959 amb els Seat 600 que preparaven als tallers familiars i fou durant aquells primers anys quan s'inscriví sovint amb el pseudònim de Runner per a distingir-se del seu pare, també pilot.
El 1961 aconseguí la victòria al Ral·li de la Vall d'Aran, i el 1963, amb un FIAT Abarth, guanyà el primer Trofeu Juan Jover celebrat al circuit de Montjuïc. El 1965 guanyà el Campionat d'Espanya de ral·lis, amb "Artemi" de copilot, a més del de Catalunya de ral·lis i el de muntanya. En aquells campionats guanyà proves com la primera edició del Barcelona-Andorra i la Pujada al Puig Major. Fent de copilot amb Josep Maria Juncadella, competí al Critèrium de les Cevenes.
Quan el seu germà petit, Manel, començà a competir es retirà de la competició per tal de seguir al capdavant del taller familiar que preparava els seus cotxes de competició. Fou membre del Club 600, entitat organitzadora de diverses curses durant la dècada de 1960.